# ممکن بود آن شب باشد
ممکن بود آن شب باشد (انگلیسی: This Could Be the Night) یک فیلم کمدی-درام به کارگردانی رابرت وایز است که در سال ۱۹۵۷ منتشر شد.

## بازیگران
- جین سیمونز
- پال داگلاس
- آنتونی فرنسیوسا
- جون بلوندل
- جی. کارول نایش
- زیسو پیتس
- تام هلمور
- موروین وای
- وان تیلور
- فرانک فرگوسن
- چاک بری
- بس فلاور